# 일본의 항복

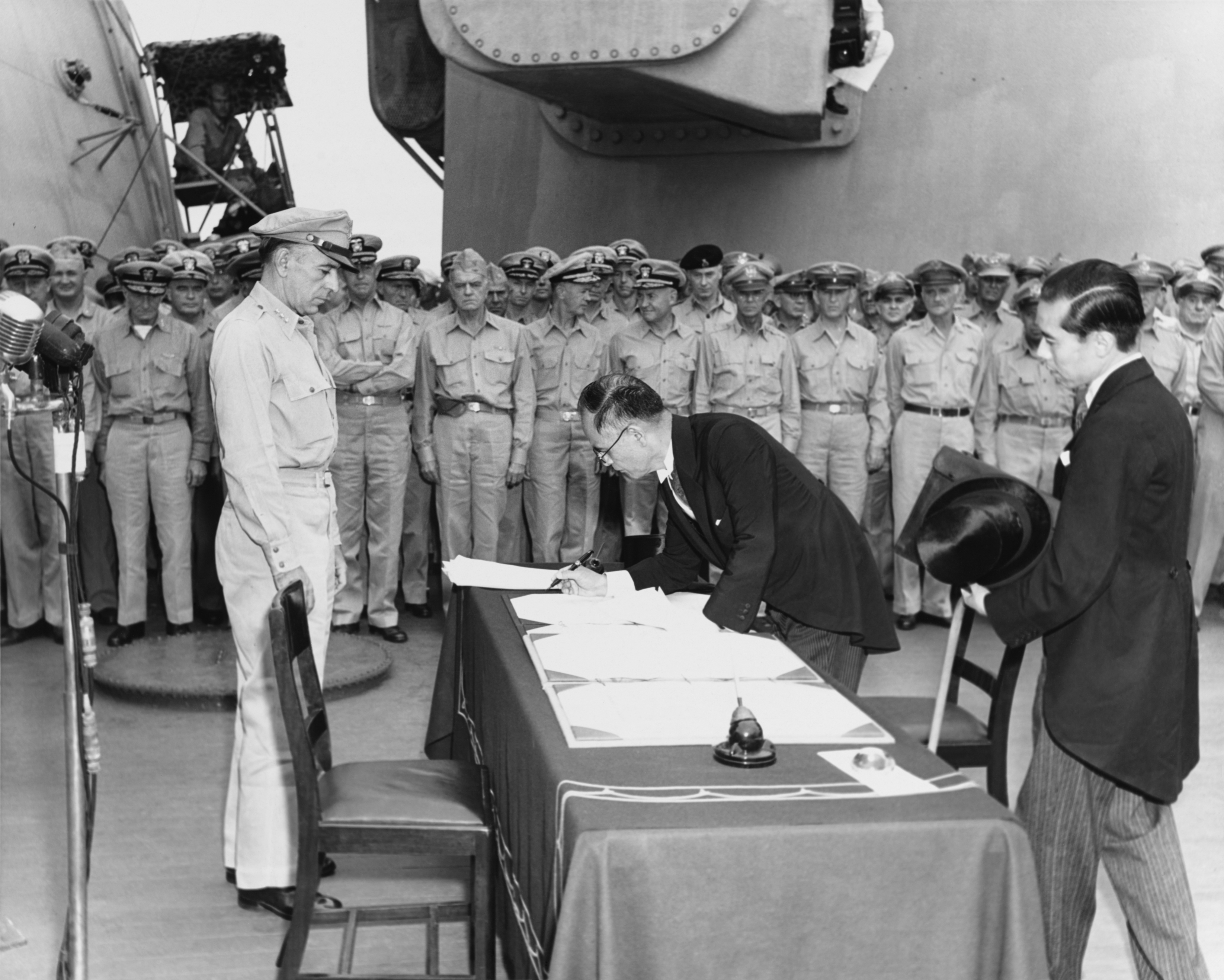
시게미쓰 마모루 일본 외무상은 미국 장군 리처드 K.로 미주리호에 승선하여 일본 항복 문서에 서명한다. 서덜랜드 시계, 1945년 9월 2일.

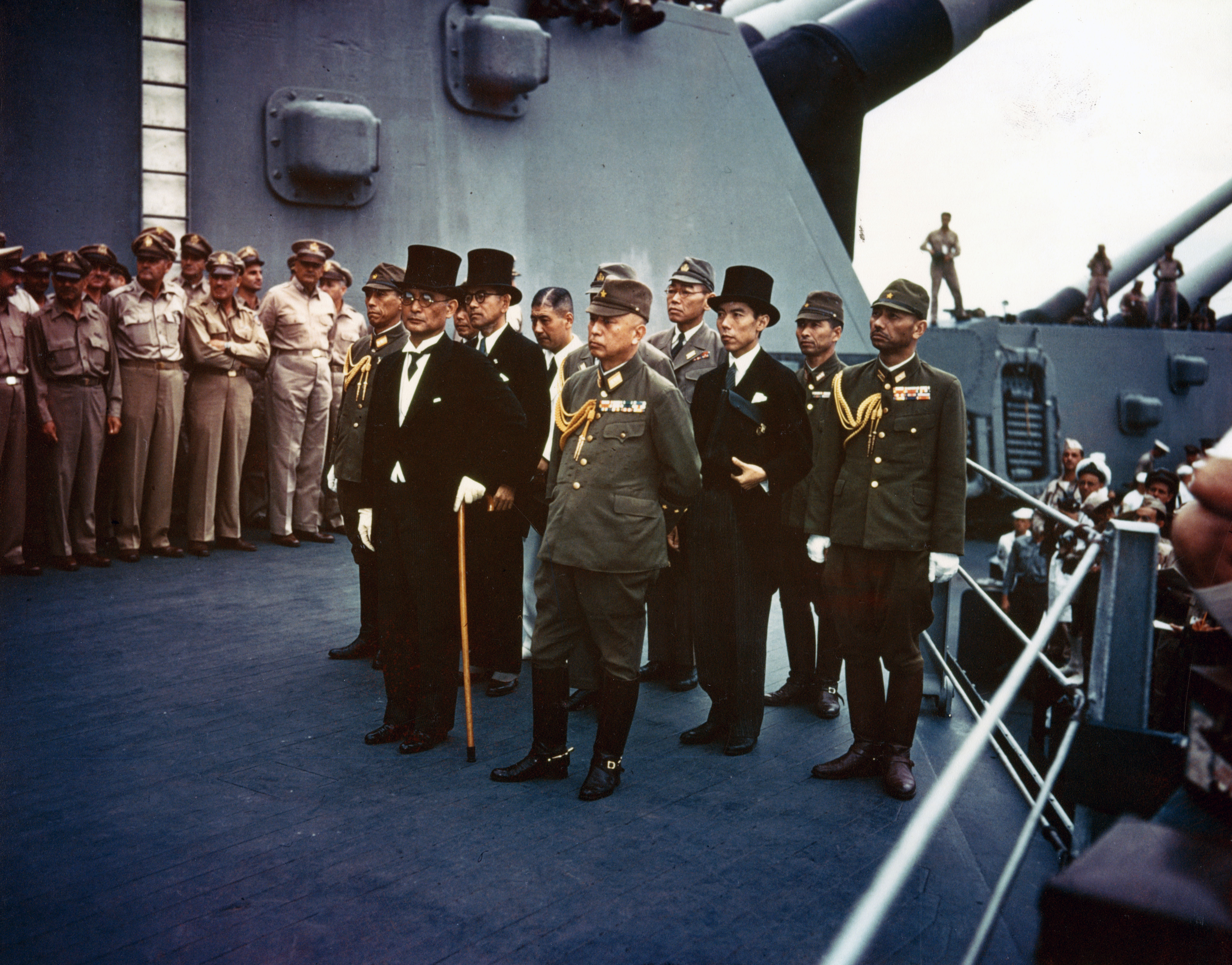
일본 제국의 대표들은 항복 문서에 서명하기 전에 USS 미주리에 선다.

일본의 항복(영어: Surrender of Japan, 일본어: 日本の降伏)은 일본 제국이 1945년 8월 14일에 연합국에 통보하고, 8월 15일 낮 12시에 쇼와 천황이 연합국이 내민 포츠담 선언의 수용을 발표한 것을 말한다. 9월 2일에는 일본의 도쿄만 요코하마에 정박 중이던 미국 전함 USS 미주리 (BB-63) 선상에서 일본 대표 시게미쓰 마모루 외무대신이 정식으로 나와서 연합국이 내민 항복 문서에 서명을 하였다. 이런 연합국의 지칭한 일본의 무조건적인 항복문서 서명으로 제2차 세계 대전은 완전 종결되었다.

## 개요
1945년 5월 8일의 나치 독일 항복에 이어 1945년 9월 2일에 일본 제국의 항복 (포츠담 선언 서명)으로 제2차 세계 대전은 종결되었다. 20세기의 세계사 세계 대전 시대의 종결과 냉전 시대의 시작을 선포하는 큰 전환이 된 사건이기도 하다.

## 상세
일본에게 있어서 일종의 주권 상실의 시대이며, 연합군 최고사령부(GHQ)에 의한 점령 통치의 시작이다. 1868년 1월 3일 메이지 유신("왕정 복고의 큰 호령")에 의하여 성립된 일본 제국은 성립으로부터 77년 후에 완전히 붕괴했다. 천황을 기축으로 하는 "일본 제국"(日本帝國)에서, 일본국 헌법과 미일 안보 조약을 기축으로하는 "일본국"(日本國)으로 바뀌었다. 일본의 역사상 1603년 도쿠가와 막부 성립과 1868년 메이지 유신과 나란히 큰 전환점의 하나이다.
일본의 항복으로 인해서 제국주의의 합리화의 결과물인 대동아공영권을 주창하며 한반도, 동남아시아, 그리고 만주 일부 지역을 점령하고 있었던 일본은 항복으로 인해 이러한 지역들을 모두 포기하게 된다.

## 결정적 계기:히로시마와나가사키에 두 차례 원자폭탄 투하
1945년 7월 26일, 미국, 영국, 중화민국, 정부 수뇌들이 모여 일본의 민주화를 요구하는 포츠담 선언을 발표했다. 포츠담 선언의 8,9,12,13항에서 볼 수 있듯이 이는 사실상 일본에 대한 항복 요구였다. 그러나 일본 제국의 정치가들과 군인들은 포츠담 선언을 묵살했다. 
그 결과 일본에 8월 6일 히로시마, 8월 9일 나가사키에 각각 원자폭탄 투하가 이루어졌다. 이 원자폭탄 이외에, 8월 9일에는 소련군이 일본 제국이 세운 괴뢰 국가인 만주국을 침공했다. 그리고 대한민국 임시 정부에서는 1945년 9월에 정식으로 제2차 세계대전에 참가하여 일본을 공격할 거라고 예정되어 있으나 일본이 예상보다 빨리 항복하는 바람에 실패하였다. 연합국(미국, 영국, 소련, 중화민국) 측에서는 9월에 일본을 독일처럼 분할 점령하려고 했으나 이 역시 일본이 예상보다 빨리 항복하는 바람에 무산되어 결국 미국이 단독 점령을 하였다.
그 2발의 원자폭탄은 일본 제국군이 점령한 동북 아시아와 동남 아시아에서 독립 운동을 야기하며, 제2차 세계 대전을 종식시켰다. 제2차 세계대전의 마무리를 종료한 사건이 8월 13일 발발한, 호치민의 8월 혁명이었다. 이 후 8월 14일 쇼와 천황이 포츠담 선언을 수락 하였다.
그러나 원자폭탄의 투하보다 소련의 침공이 일본의 무조건 항복에 더 큰 영향을 미쳤다는 것이 더 크다는 주장 역시 존재한다. 특히 소련의 한반도 진입, 쿠릴 열도 상륙 작전, 홋카이도 상륙 작전 구상 등 일본 본토에 대한 직간접적인 군사적 공세는 일본군에게 매우 큰 위협으로 다가왔다.

## 포츠담 선언 체결
1945년 8월 15일 한반도가 일본 제국으로부터 해방을 맞이하여 독립하였고 결국 카이로선언과 포츠담선언 재확인으로 일본과 단절되었다. 그리고 항복 선언 3일 뒤인 8월 17일에는 일본 군정하에 있었던 인도네시아에서 독립 선언이 나왔다. 그리고 8월 18일에는 괴뢰 국가인 만주국이 결국 무너졌다.
그리고 포츠담 선언은 1945년 9월 2일 체결 즉시 발효되었다. 포츠담 선언 조인식에서는 해리 S. 트루먼 미국 대통령은 "이 9월 2일을 '대일 승전 기념일(VJ 일)'라고 한다"라고 선언했다. 그리고 이 포츠담 선언 체결일, 호치민이 베트남 민주 공화국의 성립을 선언하고, 바오다이가 이끄는 베트남 제국은 붕괴했다.

## 일본의 항복 당시 사진들
- 아다치 하타조, 일본군 18군 사령관이 뉴기니에서 항복하고 있다.
- 카이다 타츠지 장군이 티모르에서 항복하고 있다.
- 대만 총독 안도 리키치가 국민당 장군 천이에게 항복하고 있다.
- 마사타네 칸다의 항복 서명.
- 사이공에서 일본군 장교가 항복하며 군도를 반납하고 있다.
- 마사오 바바, 일본 37군 사령관의 항복 조인식.
- 항복 소식을 듣고 할복을 기도한 일본 병사.
- 1945년 8월 10일, 나가사키에 원자폭탄 소식을 전해 들은 파리 시민.
- 1945년 8월 14일, 일본의 항복 소식을 전해 들은 뉴욕 시민.

## 구 일본 제국의 영토
일본 제국이 해체하자 식민지는 승전국인 미국, 소련 등 연합국들에 각각 넘어갔다.
- 한반도는 미국과 소련에 의해 분할 점령되다가 3년 후에 미국이 있는 쪽은 1948년 대한민국(1948년 8월 15일 정부 수립)이, 소련이 있는 쪽은 조선민주주의인민공화국(1948년 9월 9일 정부 수립)으로 서로 별개의 정부가 들어서게 된다.
- 일본이 프랑스령 인도차이나를 점령하여 일본 식민지가 되었으나 항복하였다. 그래서 호치민은 베트남으로 독립하려 했으나 연합군에서는 만장일치로 프랑스로 넘기는 주장으로 인해 다시 프랑스로 넘어갔다(1945년에 프랑스와 호치민이 이끄는 베트남 민주 공화국이 4년 간 전쟁 끝에 베트남 민주 공화국으로 독립하였다. 그러나 제네바 협정으로 인해 북위 17도선을 경계로 분단되어 미국이 공산주의를 막기 위해 남베트남을 강제 점령하여 결국 남베트남은 1954년이 돼서야 독립하였다).
- 타이완은 중화민국에 반환되었다.
- 나머지 일본의 도서 지역은 미국이 주도하는 연합군 최고사령부의 점령 하에 들어갔다.
- 괴뢰 국가였던 만주국은 소련에 의해 멸망하였고, 만주는 중화민국에 편입되었다.
- 한때 일본이 인도네시아를 점령하다가 1945년에 항복하자마자 인도네시아는 독립을 선언했으나 네덜란드가 다시 이 곳을 식민지로 만들려 하자, 수카르노가 4년간 네덜란드와 전쟁하여 1949년이 돼서야 인도네시아로 독립하였다.

## 같이 보기
- 광복절
- 대일 전승 기념일
- V-J Day in Times Square
- 옥음방송
- 궁성 사건
- 일본의 가장 긴 하루 (영화)
- 일본의 전쟁 범죄
- 소련의 한반도 진입
- 대동아공영권
- 황민화정책
- 일본의 군정기
- 다운폴 작전
- 류큐 열도 미국민정부
- 일본의 우익 단체
- 특수위안시설협회(RAA)
  - 판판(パンパン)
  - 일본의 성매매
- 연합군 최고사령부(SCAP/GHQ)
- 역코스
- 쿠릴 열도 상륙 작전